# Genie Francis
Eugenie Ann „Genie” Francis Frakes  (ur. 26 maja 1962 w Englewood) – amerykańska aktorka telewizyjna.

## Filmografia

### Filmy
- 2004: Thunderbirds

### Seriale TV
- 1976–1984: Szpital miejski (General Hospital) jako Laura Webber
- 1984: Napisała: Morderstwo (Murder, She Wrote) jako Victoria Brandon
- 1985: Północ-Południe (North and South) jako Brett Hazard
- 1986: Napisała: Morderstwo (Murder, She Wrote) jako Victoria Brandon Griffin
- 1986: Północ-Południe II (North and South, Book II) jako Brett Hazard
- 1987–1989: Dni naszego życia (Days of our Lives) jako Diana Colville
- 1990: Napisała: Morderstwo (Murder, She Wrote) jako Victoria Griffin
- 1990–1992: Wszystkie moje dzieci (All My Children) jako Ceara Connor Hunter
- 1991: Loving jako Ceara Connor Hunter
- 1993–2002: Szpital miejski (General Hospital) jako Laura Webber
- 1994: Roseanne jako Laura Spencer
- 1995: Nowe przygody Supermana (Lois & Clark: New Adventures of Superman) jako Amber Lake
- 1997: Incredible Hulk jako Betty Ross (początkowe odcinki)
- 2000: Trzecia planeta od Słońca (3rd Rock from the Sun) jako Gwen McMichael
- 2000: Roswell: W kręgu tajemnic jako matka
- 2006: Szpital miejski (General Hospital) jako Laura Webber
- 2008: Szpital miejski (General Hospital) jako Laura Webber
- 2011–2012: Żar młodości (The Young and The Restless) jako Genevieve Atkinson
- 2013: Szpital miejski (General Hospital) jako Laura Webber